# Nervus cutaneus surae lateralis
Der Nervus cutaneus surae lateralis (lat. für seitlicher Hautnerv der Wade) ist ein Nerv des Unterschenkels. Er ist ein Ast des Nervus fibularis communis und versorgt die seitliche Haut der Kniekehle und des Unterschenkels. Zudem entlässt er einen Verbindungsast (Ramus communicans), der sich mit dem Nervus cutaneus surae medialis verbindet und dann den Nervus suralis bildet.